# هرمان فون دير هارت
هرمان فون دير هارت (بالألمانية: Hermann von der Hardt)‏ هو أمين مكتبة ألماني، ولد في 15 نوفمبر 1660 في ميله في ألمانيا، وتوفي في 28 فبراير 1746 في هلمشتيت في ألمانيا.